# Агнесс Дин
Агнесс Дин (англ. Agyness Deyn, урождённая Лора Мишель Холлинс (англ. Laura Michelle Hollins); род. 16 февраля 1983, Литлборо, Большой Манчестер, Англия) — английская модель, актриса и певица.

## Карьера фотомодели
Родилась в рабочем квартале Манчестера в семье матери-одиночки, медсестры, растившей троих детей. У Агнесс есть младшая сестра Эмили и старший брат Грег. После учёбы в школе пошла работать официанткой в паб. В 16 лет, подав заявку на участие в небольшом конкурсе красоты, она заняла первое место, после чего отправилась в Лондон, где устроилась работать в ночной клуб барменшей.
Как свидетельствует пресса, в 18 лет на улице Лондона её заметил известный фотограф и на следующий день модельное агентство Models 1 подписало с ней контракт.
Свой псевдоним Лора взяла у одного шотландского монаха XIV века. Для Агнесс выбрали очень эксцентричный и необычный образ: радикально белые волосы, узкие брюки, куртки со всевозможными заклепками и пуговицами.
Агнесс подписала контракты с домами моды Anna Sui, Blugirl by Blumarine, Burberry, Cacharel, John Galliano, House of Holland, Gianfranco Ferrè, Giorgio Armani, Mulberry, Paul Smith и Vivienne Westwood, она заняла место актрисы Дрю Бэрримор в рекламной кампании New Look.
В начале 2008 года Агнесс получила официальный титул «посланника британской молодёжной культуры» и «следующей великой супермодели модной индустрии», а также стала обладательницей престижной премии British Fashion Awards как лучшая супермодель по итогам 2007 года.
В мае 2007 года Агнес позировала для обложки американского журнала Vogue. Дин являлась «лицом» нескольких брендов: «Beat» (духи от Burberry), «Ma Dame» от Jean Paul Gaultier, Shiseido (придя на смену Анджелине Джоли) и House of Holland своего друга детства Хенри Холланда.
В интервью Independent в октябре 2012 года Дин объявила о завершении своей карьеры как модели.

## Музыка
Дин участвовала в записи песни и видеоклипа Who группы Five O'Clock Heroes. Снялась в клипе исполнителя Woodkid, песня называется Iron. Вышел клип в апреле 2011 года.

## Личная жизнь
В 2012—2015 годах Агнесс была замужем за актёром Джованни Рибизи.
В августе 2016 года Дин вышла замуж за финансиста Джоэла Макэндрю. Свадебная церемония прошла в Бруклине.